# Joe Jensen
Joseph Paul Jensen (* 6. Februar 1983 in Maple Grove, Minnesota) ist ein ehemaliger US-amerikanischer Eishockeyspieler, der unter anderem für den HC Pustertal in der italienischen Serie A1 sowie die Wilkes-Barre/Scranton Penguins und Albany River Rats in der American Hockey League aktiv war.

## Karriere
Joe Jensen begann seine Karriere als Eishockeyspieler bei den Sioux Falls Stampede, für die er von 2000 bis 2002 in der United States Hockey League aktiv war. Anschließend spielte er vier Jahre lang für die Mannschaft der St. Cloud State University. In diesem Zeitraum wurde er im NHL Entry Draft 2003 in der achten Runde als insgesamt 232. Spieler von den Pittsburgh Penguins ausgewählt, für die er allerdings nie spielte.
Stattdessen lief der Angreifer eineinhalb Jahre für deren Farmteams, die Wilkes-Barre/Scranton Penguins aus der American Hockey League und die Wheeling Nailers aus der ECHL auf, ehe er am 31. Januar 2008 im Tausch für David Gove an die Carolina Hurricanes abgegeben wurde. Für die Hurricanes gab er im Laufe der Saison 2007/08 sein Debüt in der National Hockey League, wobei der Linksschütze in sechs Spielen ein Tor erzielte. In der Saison 2008/09 kam Jensen ausschließlich für Carolinas AHL-Farmteam, die Albany River Rats zum Einsatz. Nach mehr als ein Jahr Auszeit (starke Gehirnerschütterung nach eines Unfalls des Mannschaftsbuses) unterschrieb er im August 2010 einen Vertrag beim HC Pustertal aus der italienischen Serie A1. Im Frühsommer 2011 verlängerte er im Pustertal seinen Vertrag für ein weiteres Jahr, letztlich blieb er bis 2013 bei den Wölfen. In der Saison 2013/14 ließ er seine Karriere bei den Nottingham Panthers in der EIHL ausklingen, ehe diese im Januar 2014 beendete.

## Erfolge und Auszeichnungen
- 2007 Teilnahme am ECHL All-Star Game
- 2011 Sieger Coppa Italia mit dem HC Pustertal
- 2011 Vizemeister der Serie A1 mit dem HC Pustertal
- 2012 Vizemeister der Serie A1 mit dem HC Pustertal

## Statistik
(Stand: Ende der Saison 2008/09)